# Galactia prostrata
Galactia prostrata är en ärtväxtart som beskrevs av George Bentham. Galactia prostrata ingår i släktet Galactia och familjen ärtväxter. Inga underarter finns listade i Catalogue of Life.